# Лесные пожары в Португалии (2016)
Лесные пожары в Португалии в 2016 году — это серия лесных пожаров, возникшая на материковой части Португалии и архипелаге Мадейра в августе 2016 года, что привело к эвакуации около тысячи человек и разрушению около 37 домов возле Фуншала. Также были прерваны полёты Международного аэропорта Криштиану Роналду из-за высокой задымленности.
По словам официальных лиц, 9 августа семь пожаров на севере Португалии вышли из под контроля. Пожары в Ароке и Сан-Педру-ду-Сул считаются самыми большими.

## Пожар в Мадейре
9 августа 2016 года в районе Сан-Роке на Мадейре предположительно в результате поджога, возник пожар, который быстро распространился по всей Южной Мадейре и её столице Фуншалу. По словам регионального президента Мадейры Мигела Албукерке, пожар всё ещё горит на нескольких фронтах, но находится «под контролем». Позже заявление было уточнено.
В результате пожара погибло 4 человека, 1 обгорел, многие отравились дымом, тысячам пришлось эвакуироваться. Пятизвёздочный отель «Choupana Hills» тоже сгорел в результате пожара. В настоящее время задержаны трое подозреваемых в поджоге, один из подозреваемых находится в предварительном заключении.

## Реакции
Хештег #PrayForPortugal (досл.: Молитесь за Португалию) стал трендом в социальных сетях, созданный в ответ на лесные пожары.

## Международная поддержка
Пожарно-спасательная служба Южного Йоркшира в Великобритании отправила большое количество специального оборудования свои коллегам-добровольцам в Португалии, после обращения за оборудованием. В поставку вошли фитинги для шланговых катушек, тросы и инструменты. Европейский Союз помогает Португалии бороться с лесными пожарами. Италия и Испания прислали Португалии три самолёта Canadair. Также Марокко прислало два самолёта Canadair. Восточный Тимор пожертвовал Португалии 2 миллиона евро для борьбы с лесными пожарами и помощи пострадавшим. Ожидается помощь от России. Криштиану Роналду пожертвовал 100000 фунтов стерлингов для своего родного города Фуншала.